# Dan
För andra betydelser, se Dan (olika betydelser).
Dan är ett mansnamn med olika betydelser. Den 31 december 2019 fanns det enligt SCB 22 655 män som har förnamnet Dan i Sverige. Av dessa har 11 703 namnet som tilltalsnamn.
I den finlandssvenska namnsdagslängden har Dan namnsdag 11 december sedan 1973.

## Hebreiskt mansnamn
Det hebreiska namnet Dan betyder 'rättvisa' och är namnet på en av Israels stammar. Dan kan också vara en förkortning av Daniel.

## Fornnordiskt mansnamn
Det fornnordiska namnet Dan betyder troligen 'dansk', alltså 'man från Danmark'. Som en följd av detta skulle namnet Halvdan betyda 'halvdansk'. Båda namnen finns i den Poetiska Eddan, Dan till exempel i Rigstula nr 48,  med kung Dan den högmodige som enade danerna och gav namn åt folket och landet. Hans syster Drott var gift med den svenska ynglingakungen Dyggve. Dan sägs också betyda 'rakryggad'. 
Det finns även Dan nämnda på runstenar i Sverige, till exempel på ett flyttblock i Runby, Eds socken i Uppland, en runsten i Sjonhem på Gotland, en runsten i Trögden i Enköpings kommun, och Sävstastenen (U 749) i Husby-Sjutolfta socken.
Ur Eddan Rigstula vers 48: 
Dan och Damp, äga dyrbara salar, yppare odal, än I haven; de skicklige äro, att skepp rida, svärd att svinga, och sår öppna.

## Kända Dan
- Dan, pseudonym för Anders Erik Daniel Bergman
- Dan (israelisk stamfader), bibliske patriarken Jakobs förste son med bihustrun Bilha
- Dan Andersson, författare
- Dan Berglund
- Dan Broström
- Dan-Axel Broström
- Dan Brown
- Dan Castellaneta
- Dan Corneliusson
- Dan Ekborg
- Dan Howell
- Dan Hylander
- Dan Jansen
- Dan Kinsey
- Dan Labraaten
- Dan Larhammar
- Dan Laurin
- Dan Leijonwall
- Dan Mohlin
- Dan O'Brien
- Dan Quayle
- Dan T. Sehlberg
- Dan-Olof Stenlund
- Dan Söderström
- Dan Turdén
- Dan Waern
- Dan Åkerhielm